# Мейлге Молбхах
Мейлге Молбхах — (ірл. — Meilge Molbthach) — Мейлге Похвальний [1] — верховний король Ірландії. Час правління: 369—362 до н. е. (згідно з «Історією Ірландії» Джеффрі Кітінга) [3] або 523—506 до н. е. (відповідно до «Хроніки Чотирьох Майстрів») [4]. Син Кобхаха Коел Брега (ірл. — Cobthach Cóel Breg) — верховного короля Ірландії. Прийшов до влади в результаті вбивства свого попередника — Лабрайда Мореплавця (ірл. — Labraid Loingsech) — вбивці його батька (звичай кровної помсти). Правив Ірландією протягом семи або сімнадцяти років. Був вбитий Мугом Корбом (ірл. — Mug Corb) — онуком Рехтайда Рігдерга (ірл. — Rechtaid Rígderg) у васальному королівстві Муму (Мюнстер). Мейлге Молбхах напророчив, що коли йому вириють могилу, то з дна могили вирветься озеро. Так і сталося — з дна його могили вирвалось озеро, яке назвали Лох Мейлге (ірл. — Loch Meilge) — озеро Мейлге. «Книга захоплень Ірландії» синхронізує його правління з часом правління Птолемея III Евергета в Єгипті (246—222 до н. е.) [2]. Але Джеффрі Кітінг та Чотири майстри віднесли його правління до більш давніх часів (що більш імовірно).